# ملكة الملعونين
ملكة الملعونين (بالإنجليزية: Queen of the Damned)‏ هو فيلم مصاصي دماء من إخراج مايكل ريمر وبطولة ستيوارت تاونسند، آليا، مارغريت مورو، فنسنت بيريز ولينا أولين، صدر الفيلم في الولايات المتحدة في 22 فبراير 2002.

## روابط خارجية
ملكة الملعونين على موقع IMDb (الإنجليزية)
- ملكة الملعونين على موقع ميتاكريتيك (الإنجليزية)
- ملكة الملعونين على موقع روتن توميتوز (الإنجليزية)
- ملكة الملعونين على موقع نتفليكس (الإنجليزية)
- ملكة الملعونين على موقع قاعدة بيانات الأفلام العربية
- ملكة الملعونين على موقع ألو سيني (الفرنسية)
- ملكة الملعونين على موقع Turner Classic Movies (الإنجليزية)
- ملكة الملعونين على موقع أول موفي (الإنجليزية)
- ملكة الملعونين على موقع بوكس أوفيس موجو (الإنجليزية)
- ملكة الملعونين على موقع فيلمافينيتي (الإسبانية)